# Atracción acuática

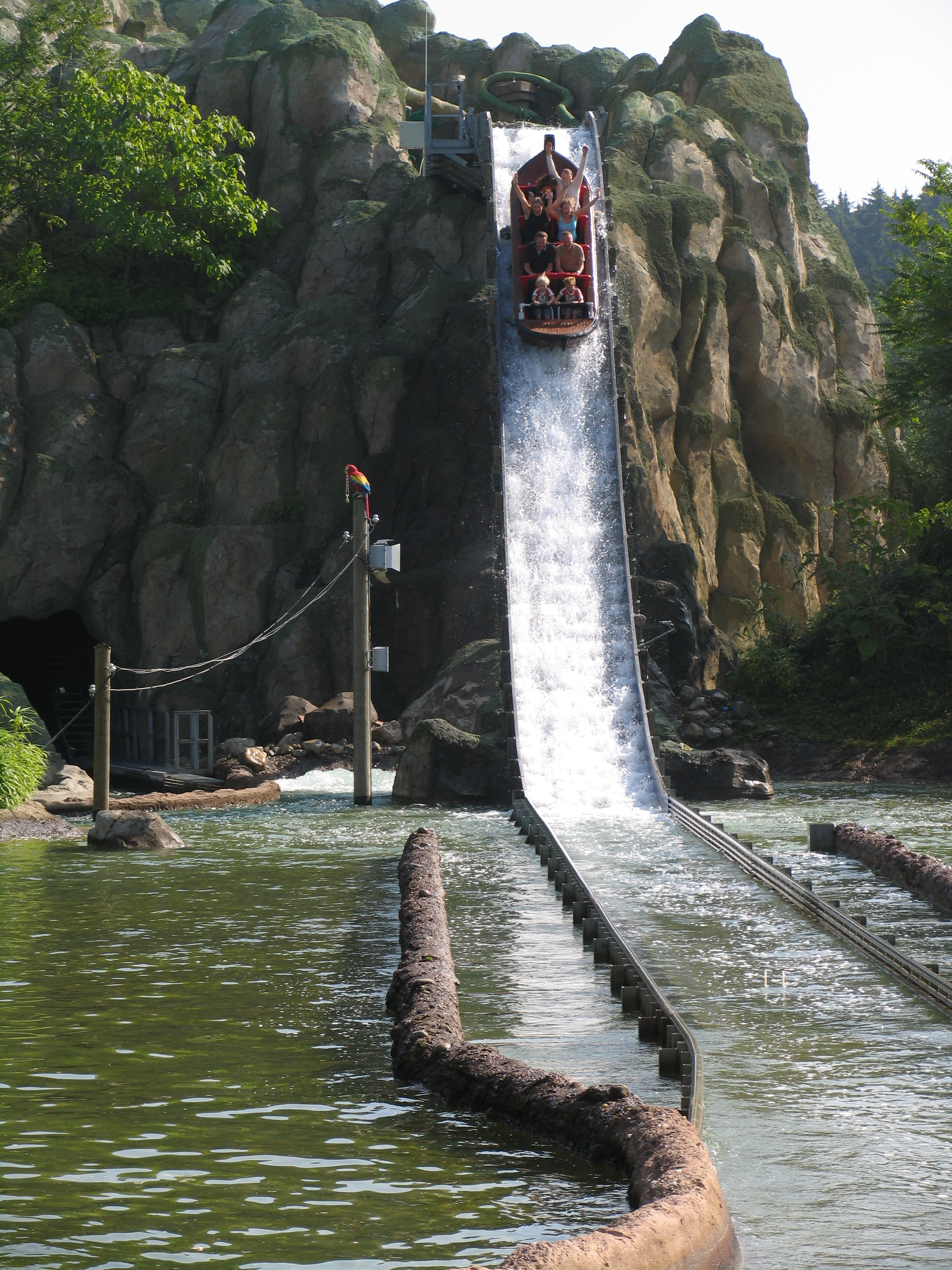
Atracción acuática.

Una atracción acuática es un tipo de atracción que se desliza sobre una superficie con agua o canales inundados en lugar de raíles, usando barcas en vez de coches y trenes. Las bajadas suelen terminar en un canal lleno de agua en el que a menudo se salpica agua hacia el interior de la barca y hacia el exterior, ya que el objetivo de estas atracciones por encima de las bajadas o la intensidad del recorrido es el empapar a los que las utilizan, o bien a las que están cerca y en ocasiones hacer de atracción de recorrido por su tematización (ambientación). 
Suelen estar en casi todos los parques de atracciones y parques temáticos, e incluso existen modelos portátiles para ferias. Son muy populares debido a su efecto refrescante (sobre todo en verano, gracias a la evaporación del agua) y que normalmente son atracciones familiares.

## Flume

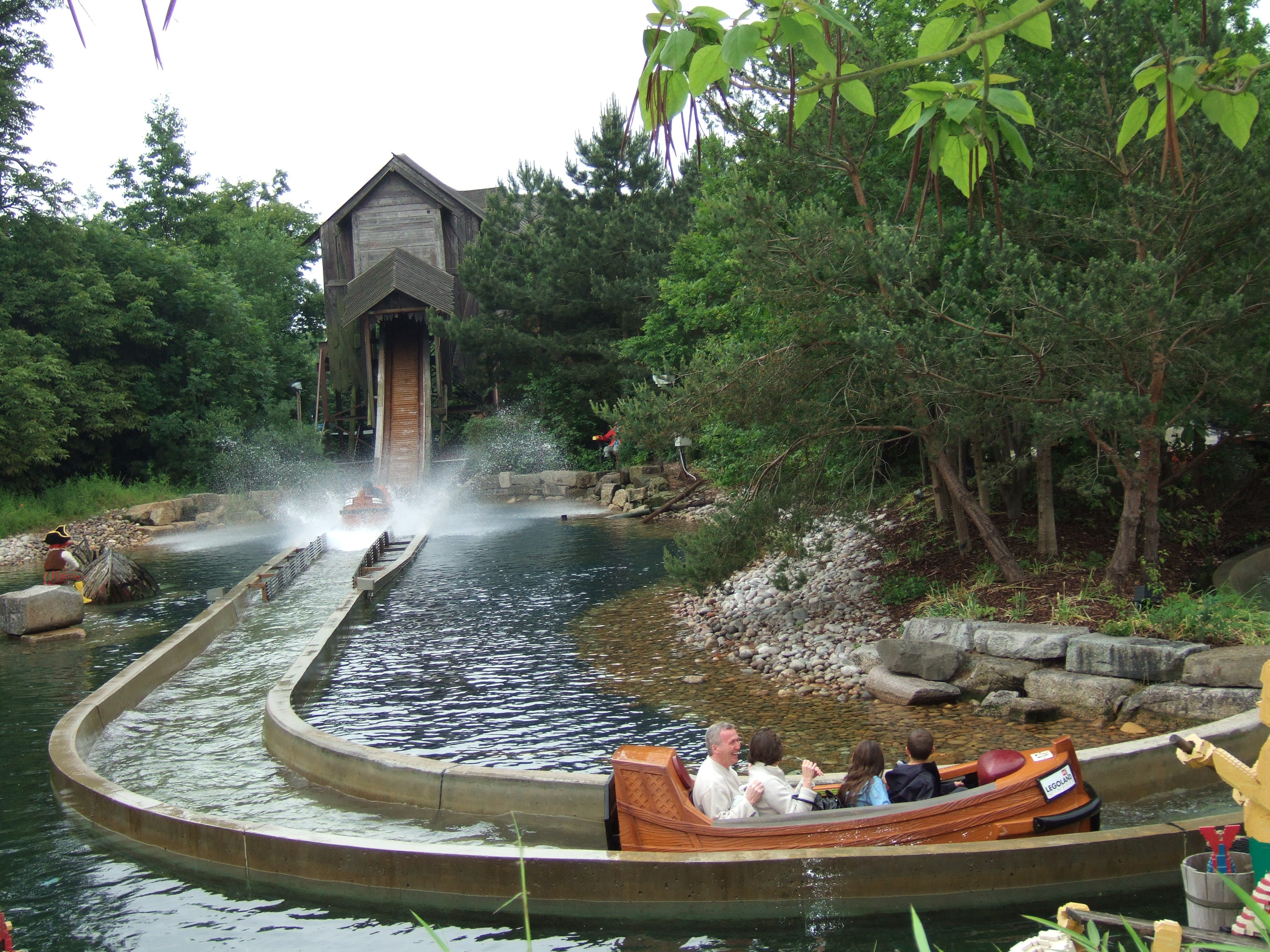
Flume, al fondo se puede ver la bajada.

Son barcas alargadas y estrechas, con los pasajeros en fila de uno, con tres o cuatro personas por bote, normalmente no tienen arnéses, sino unas barras laterales. El recorrido consiste fundamentalmente en un canal estrecho por el que se circula por la corriente de agua, suelen tener unas tres bajadas de media. El agua que es arrojada, suele estar muy pulverizada, sin que llegue a empapar en exceso. Esta atracción se encuentra también en ferias con un recorrido menor, formado casi por las subidas y bajadas.

Algunas atracciones modernas pueden girar el bote para hacer que el bote esté en dirección contraria a la marcha, y las bajadas y parte del recorrido se hagan de espaldas.

La tematización típica de esta atracción, es simular unos troncos de madera, de ahí su otro nombre los troncos que a veces reciben en conversaciones.

## Rápidos fluviales

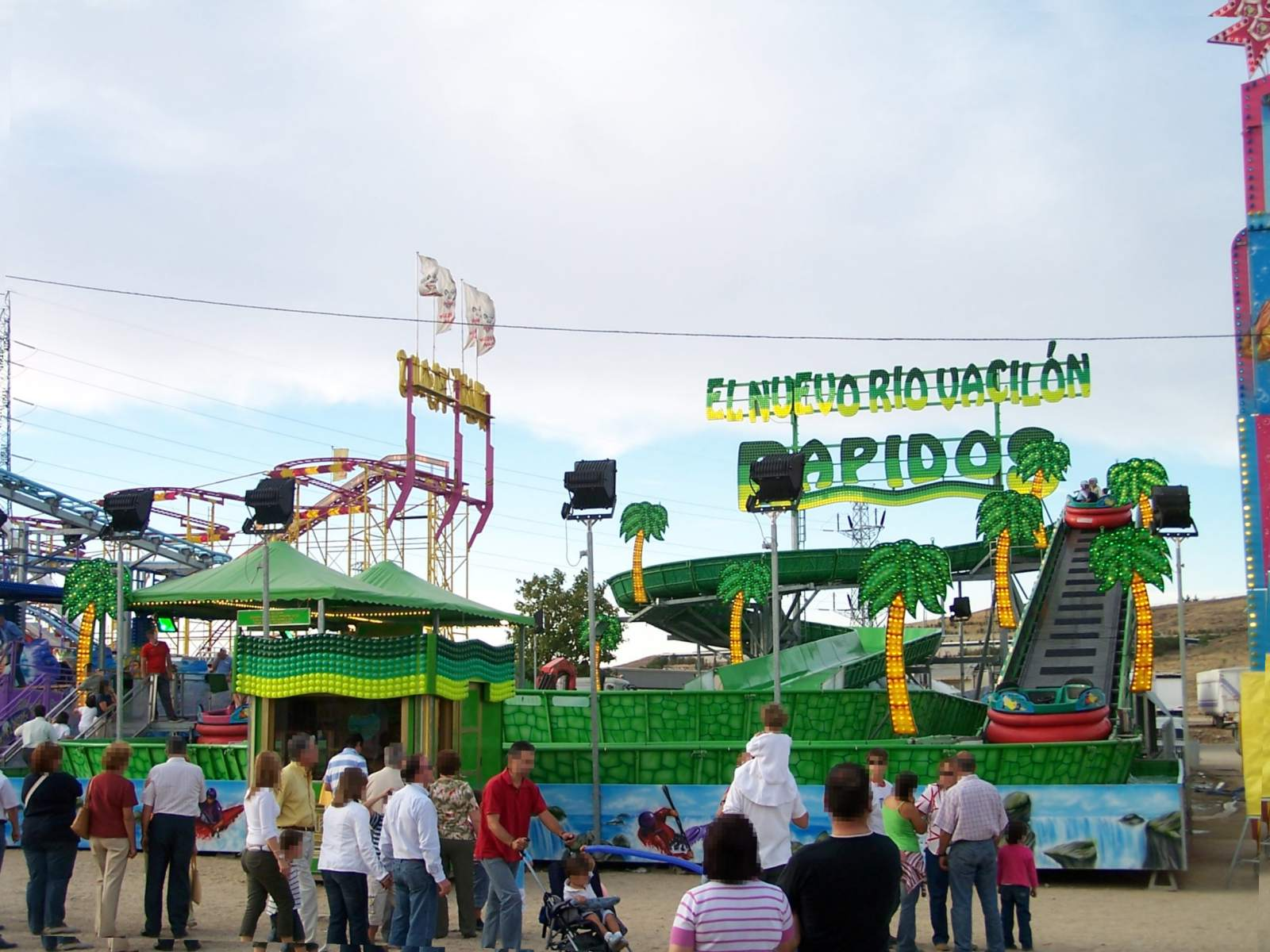
Rápidos portátiles instalados temporalmente una feria, nótese el tramo sin casi agua, y debajo los inundados.

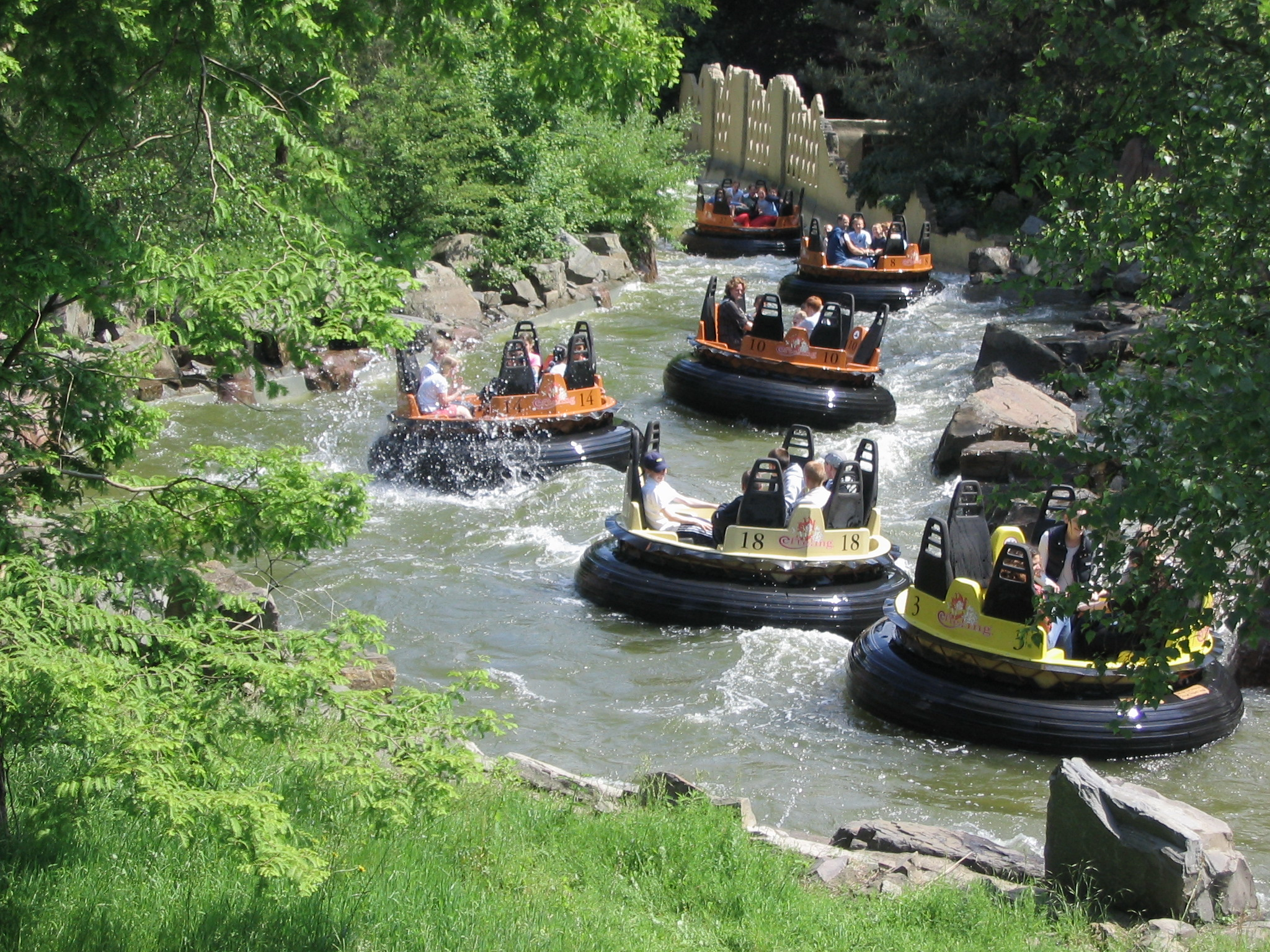
Rápidos permanentes instalados en Efteling, de mejores características que los portátiles.

Son botes circulares de capacidad para unas ocho personas, disponen de un volante en el centro que permite agarrarse. No tienen grandes bajadas, el recorrido es una especie de río, con rápidos, el bote flota a la deriva en este río, chocando contra el agua, y pasando cerca de algunas cascadas, mientras empapa a los viajeros. El canal que forma el recorrido puede ser de unos 400 metros, y el desnivel de unos 5, el recorrido normalmente se encuentra excavado en el terreno, y recubierto con hormigón, con un fondo ondulado que crea resaltos en el agua contra los que el bote choca, produciendo salpicaduras. Mientras que el descenso de ríos (rafting) comporta algunos riesgos, y requiere grandes conocimientos de la práctica, esta atracción es altamente segura y familiar.
Este tipo de atracción también se encuentra adaptado a atracciones portátiles para ferias, con un recorrido de menor longitud y a veces con un tramo sin el canal inundado, salvo una película mojada al fondo que permite el deslizamiento del bote, este tramo, está al terminar la subida, y conduce hasta el canal inundado que es como unos rápidos normales.

## Splash
Son barcazas de cuatro pasajeros por fila con capacidad para unas 20 personas, al ser más ancha producen una gran ola. Normalmente tienen una o dos bajadas solo. La forma del recorrido es parecido a un flume, construido en hormigón sobre el suelo.

## Montaña rusa de agua
Este tipo consiste en una atracción mixta entre una montaña rusa de acero y una atracción acuática. Una parte del recorrido se realiza flotando en canales como un flume, para luego salir de ellos y circular como una de montaña rusa.
- Datos: Q2870166
- Multimedia: Water rides / Q2870166